# Franciszek Nowicki

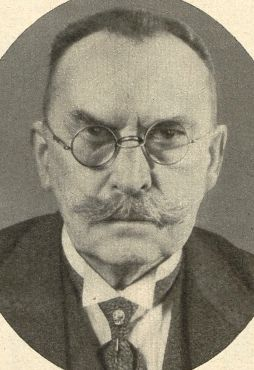
Franciszek Nowicki

Franciszek Henryk Siła-Nowicki, connu sous le nom de Franciszek Nowicki (1864-1935), est un poète de la Jeune Pologne, un traducteur, un militant social-démocrate et un alpiniste polonais, concepteur du Orla Perć, sentier dit des aigles dans les Hautes Tatras.

## Biographie
Franciszek est fils du professeur et biologiste Maksymilian Nowicki (1826-1890) et de son épouse Antonina, née Kasparek (1839-1880), sœur du professeur Franciszek Kasparek. 
Étudiant à l'université, Nowicki co-édite, notamment avec Kazimierz Przerwa-Tetmajer, Andrzej Niemojewski (en) et Artur Górski (en), une revue à tendance socialiste, Ognisko (Focus). Quelques années plus tard, il cofonde le Parti socialiste-démocrate polonais (en) (Polska Partia Socjalistyczno-Demokratyczna). À partir de 1894, il enseigne dans un gymnasium. Il se retire de l'enseignement en 1924 et devient membre honoraire de l'Union des écrivains polonais (pl) en 1934.
Il publie des poèmes et des nouvelles. Son unique recueil de poèmes (Poezje, 1891) comprend deux parties: Les Tatras ("Tatry") et Chants du temps ("Pieśni czasu").  Il cesse d'écrire de la poésie après une relation amoureuse malheureuse. Il traduit de l'allemand différentes œuvres dont l'Hermann et Dorothée de Goethe.
Alpiniste passionné, il gravit notamment le Babia Góra une cinquantaine de fois au total.
Le 5 février 1901, Nowicki propose à la Société des Tatras (pl) un projet de création de l'Orla Perć (le Sentier de l'Aigle) qui est partiellement réalisé entre 1903 et 1907. En 1902, il gravit un col alors sans nom dans les sommets des Buczynowe Turnie (pl) des Tatras, actuel col Nowicki (pl) baptisé en son honneur.